# 多田基綱
多田 基綱（ただ もとつな）は、鎌倉時代初期の武将。伯耆守・多田行綱の四男。号は多田蔵人。

## 略歴
多田源氏の惣領であった父・行綱は、源頼朝の粛清により累代の所領多田荘を奪われ没落しており、以降の行綱及びその子らの動向は不明となっているが、承久3年（1221年）に後鳥羽上皇が倒幕の兵を挙げると基綱は上皇方として参加し、その敗北と共に討ち取られ梟首されたとの記録が残る（『吾妻鏡』同6月20日条）。上皇方への参加は多田荘の奪回を図ったものであろうと考えられている。
子の重綱・親綱は甥の多田光綱が猶子とし、重綱の子孫が3代後まで存続していることが『尊卑分脈』に記されている。

## 系譜
- 父：多田行綱
- 母：不詳
- 妻：不詳
- 生母不明の子女
  - 男子：多田重綱 - 多田三郎
  - 男子：多田親綱 - 修理亮
  - 男子：多田行成 ら